# Động đất và sóng thần Flores 1992
Động đất và sóng thần Flores 1992 (tiếng Indonesia: Gempa bumi Flores 1992) là trận động đất xảy ra vào lúc 13:29 (WITA), ngày 12 tháng 12 năm 1992. Trận động đất có cường độ 7.8 richter, tâm chấn độ sâu khoảng 27,7 km. Động đất đã gây ra sóng thần lên đến 26 m. Hậu quả trận động đất đã làm 2.500 người chết và 500 người bị thương.